# Proclinopyga occidentalis
Proclinopyga occidentalis är en tvåvingeart som beskrevs av Smith 1965. Proclinopyga occidentalis ingår i släktet Proclinopyga och familjen dansflugor.
Artens utbredningsområde är Nepal. Inga underarter finns listade i Catalogue of Life.